# Tatuatge (pel·lícula)
Tatuatge (títol original: Tatuaje) és una pel·lícula filmada en 1976 i estrenada el 1979, dirigida per Bigas Luna, del gènere intriga, realitzada a Espanya i a Itàlia, i basada en una obra de Manuel Vázquez Montalbán. La música de la pel·lícula, a partir de peces de Toni Miró, està interpretada per una reunió de components de Música Urbana, Blay Tritono i La Rondalla de la Costa, i dirigida per Joan Albert Amargós. Va ser editada en LP, i es pot trobar en suport digital. Ha estat doblada al català.

## Argument
En una platja barcelonina apareix el cadàver d'un home jove, amb la cara menjada pels peixos, i que porta tatuada en el braç la frase: "He nascut per revolucionar l'infern". Així comença un estrany enigma. Per començar cal trobar un nom a aquest mort, esbrinar la seva identitat. Aquest és l'encàrrec que rep Pepe Carvalho, detectiu gallec, ex agent de la CIA i escèptic vocacional, la qual cosa no li impedeix gaudir i assaborir els plaers de la bona taula i el bon llit. Entre els baixos fons de Barcelona i els carrers i els canals de Ámsterdam, Carvalho no triga a trobar la resposta.

## Repartiment
- Carlos Ballesteros: Pepe Carvalho
- Pilar Velázquez: Charo
- Mònica Randall: Teresa Marsé
- Carmen Liaño:
- Carlos Lucena: Ramón
- Luis Ciges: Bromuro
- Terele Pávez
- Geert de Jong